# Urros
Urros é uma povoação portuguesa do Município de Torre de Moncorvo que foi sede da extinta Freguesia de Urros, freguesia que tinha 57,43 km² de área e 265 habitantes (2011), e, por isso, uma densidade populacional de 4,6 hab/km².
Em 2013, a Freguesia de Urros foi extinta tendo o seu território sido agregado ao da Freguesia de Peredo dos Castelhanos para criar a nova União das Freguesias de Urros e Peredo dos Castelhanos.
Urros está situada a norte da margem direita do rio Douro, do qual dista cerca de 6 km, e fica a cerca de 20 km da sede municipal. 

## História
Em Urros há registo dos últimos teares de seda transmontanos, que deram fama às oficinas de Bragança e Chacim. Foi povoação fortificada na Alta Idade Média. Supõe-se que a igreja paroquial data do século XI, tendo sido muito transformada ao longo do tempo.

## População
| População da freguesia de Urros | População da freguesia de Urros | População da freguesia de Urros | População da freguesia de Urros | População da freguesia de Urros | População da freguesia de Urros | População da freguesia de Urros | População da freguesia de Urros | População da freguesia de Urros | População da freguesia de Urros | População da freguesia de Urros | População da freguesia de Urros | População da freguesia de Urros | População da freguesia de Urros | População da freguesia de Urros |
| ------------------------------- | ------------------------------- | ------------------------------- | ------------------------------- | ------------------------------- | ------------------------------- | ------------------------------- | ------------------------------- | ------------------------------- | ------------------------------- | ------------------------------- | ------------------------------- | ------------------------------- | ------------------------------- | ------------------------------- |
| 1864                            | 1878                            | 1890                            | 1900                            | 1911                            | 1920                            | 1930                            | 1940                            | 1950                            | 1960                            | 1970                            | 1981                            | 1991                            | 2001                            | 2011                            |
| 1094                            | 1222                            | 1126                            | 1225                            | 1082                            | 959                             | 1051                            | 1155                            | 1125                            | 988                             | 624                             | 487                             | 428                             | 325                             | 265                             |

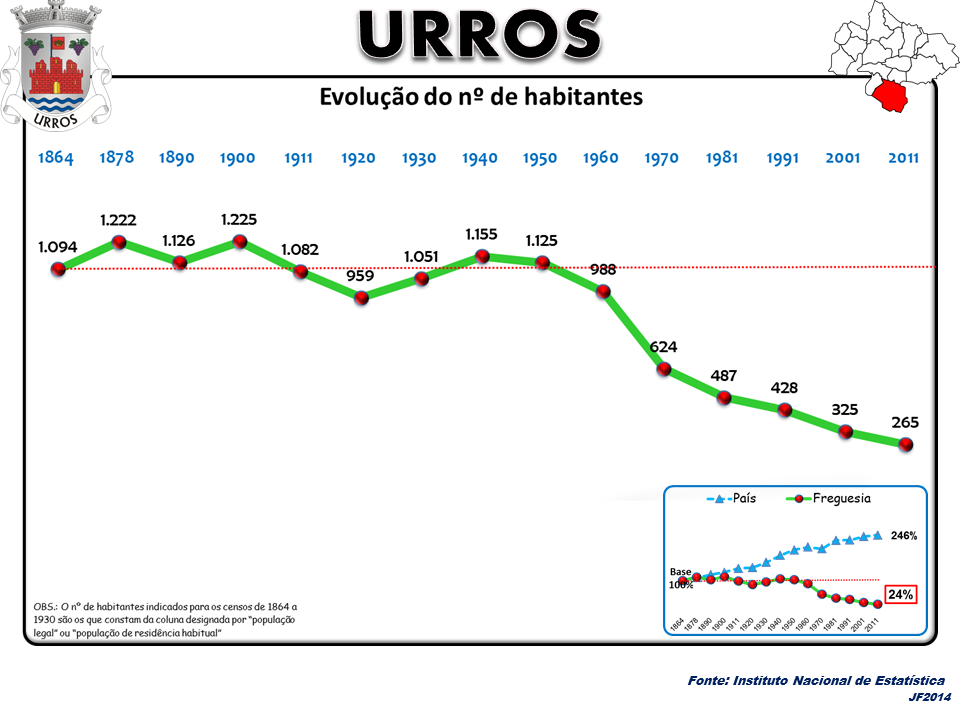
Evolução da População 1864 / 2011
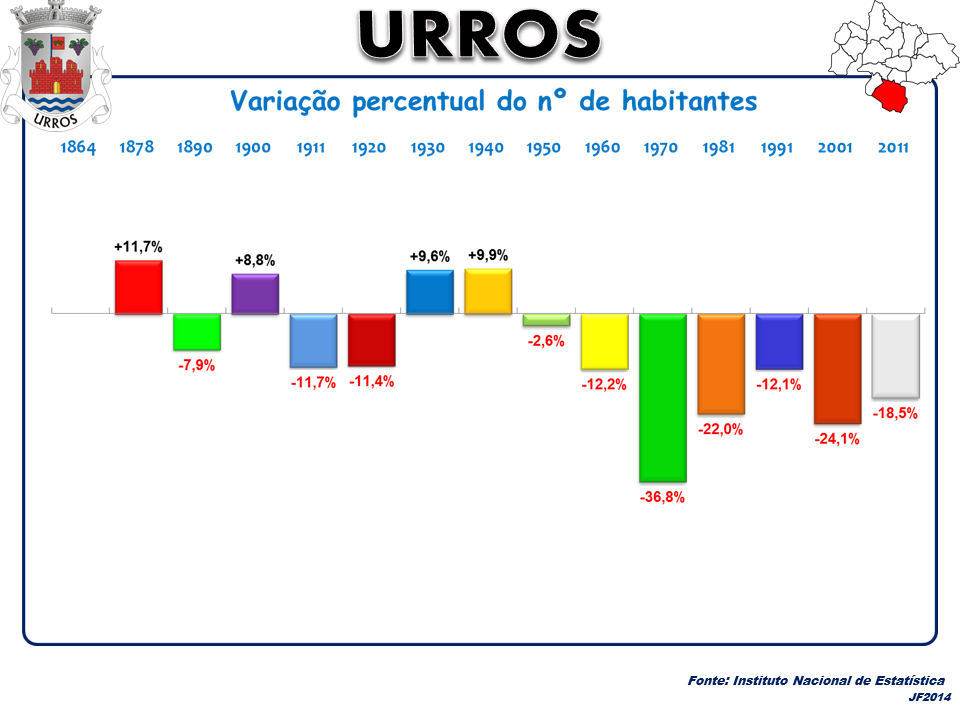
Variação da População 1864 / 2011
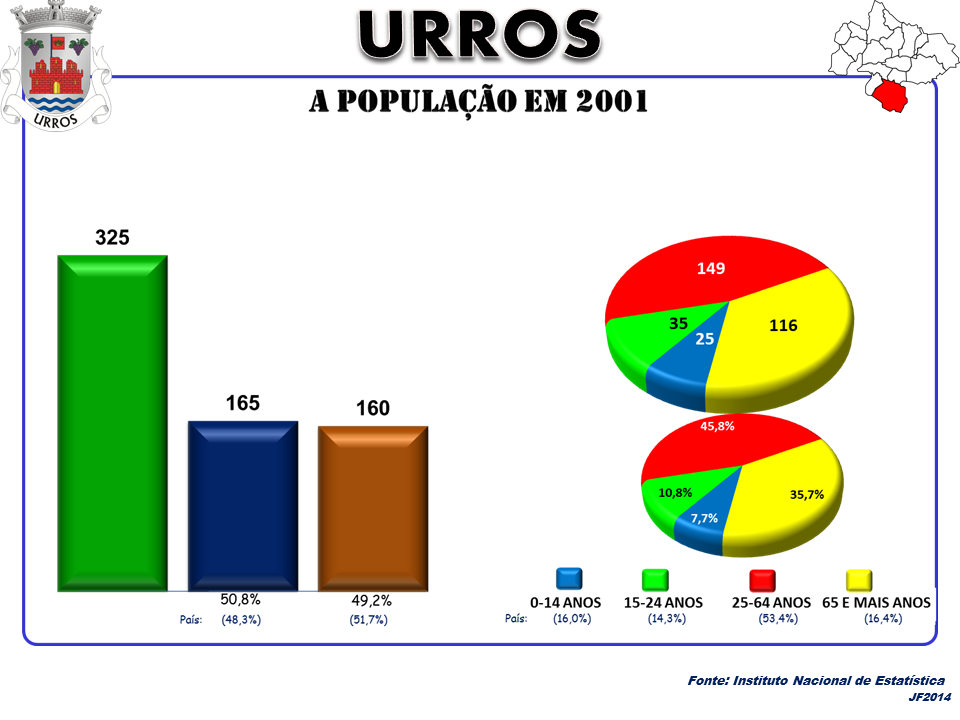
A População em 2001
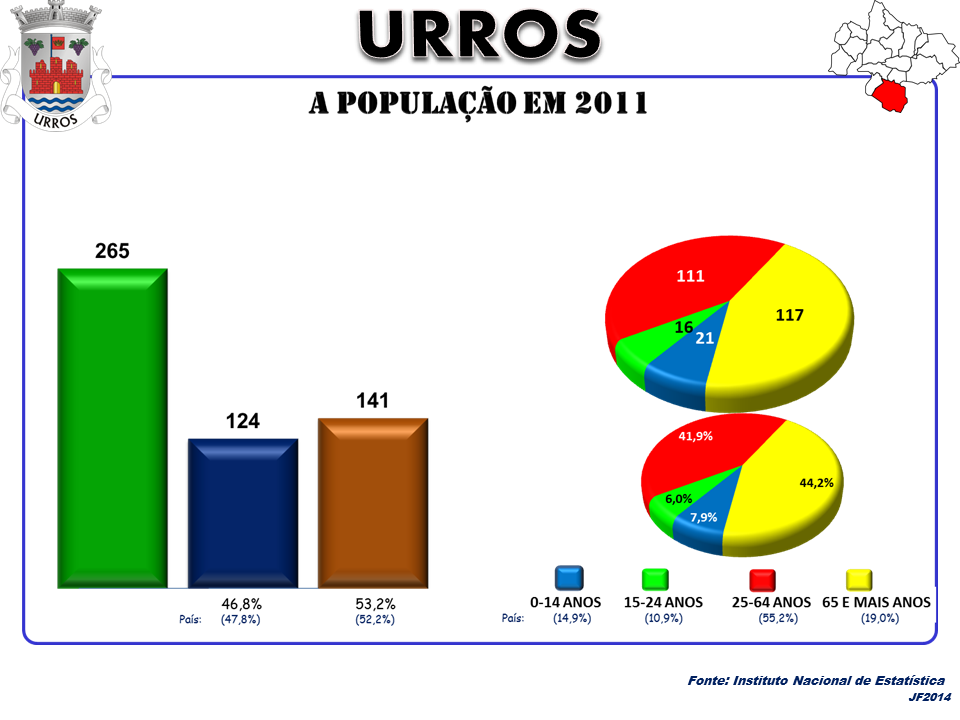
A População em 2011